# Woestijnhagedissen
Woestijnhagedissen (Eremias) zijn een geslacht van hagedissen uit de familie echte hagedissen (Lacertidae).

## Naam en indeling
De wetenschappelijke naam van de groep werd voor het eerst voorgesteld door Arend Friedrich August Wiegmann in 1834. Er zijn 37 soorten, het soortenaantal verandert echter regelmatig omdat er nieuwe soorten worden ontdekt. De soort Eremias isfahanica bijvoorbeeld is pas in 2016 voor het eerst wetenschappelijk beschreven en de soort Eremias dzungarica is pas sinds 2017 bekend. In de literatuur worden dergelijke soorten vaak nog niet vermeld.

## Uiterlijke kenmerken
Vanwege de grote geografische variatie zijn er grote verschillen in kleur maar de vorm is wel hetzelfde; een stompe kop en krachtige poten. De lichaamslengte bedraagt ongeveer tien centimeter, de staart is iets langer dan de kop en de romp samen.

## Levenswijze
Een aantal woestijnhagedissen zijn eierlevendbarend, een voorbeeld is Eremias multiocellata. Veel soorten hebben net als de verwante Acanthodactylus-soorten kleine huidflapjes op de tenen om snel over zand te kunnen rennen. De hagedissen worden wel renners (Engels: 'racers') genoemd, omdat ze watervlug zijn.

## Verspreiding en habitat
Alle soorten komen voor in een groot deel van Eurazië en het Midden-Oosten en leven in de landen Afghanistan, Armenië, Azerbeidzjan, China, Georgië, Iran, Kazachstan, Kirgizië, Moldavië, Mongolië, Oekraïne, Oezbekistan, Pakistan, Roemenië, Rusland, Tadzjikistan, Turkmenistan en Turkije.
Alleen de steppehagedis (Eremias arguta) leeft ook deels in Europa, rond Georgië, Armenië en Oekraïne. Dit is een van de soorten die ooit tot het geslacht Lacerta werd gerekend, die meer in Europa voorkomen.

## Beschermingsstatus
Door de internationale natuurbeschermingsorganisatie IUCN is aan 29 soorten een beschermingsstatus toegewezen. Vierentwintig soorten worden gezien als 'veilig' (Least Concern of LC) en vier soorten worden beschouwd als 'onzeker' (Data Deficient of DD). Eremias pleskei ten slotte staat te boek als 'ernstig bedreigd' (Critically Endangered of CR).

## Soorten
Het geslacht omvat de volgende soorten, met de auteur en het verspreidingsgebied.
| Naam                           | Auteur                                                                            | Verspreidingsgebied |
| ------------------------------ | --------------------------------------------------------------------------------- | --- |
| Eremias acutirostris           | Boulenger, 1887                                                                   | Afghanistan, Iran, Pakistan |
| Eremias afghanistanica         | Böhme & Scerbak, 1991                                                             | Afghanistan |
| Eremias andersoni              | Darevsky & Szczerbak, 1978                                                        | Iran |
| Eremias argus                  | Peters, 1869                                                                      | China, Korea, Mongolië, Rusland |
| Steppehagedis (Eremias arguta) | Pallas, 1773                                                                      | Armenië, Azerbeidzjan, China, Georgië, Iran, Kazachstan, Moldavië, Mongolië, Oekraïne, Oezbekistan, Roemenië, Rusland, Tadzjikistan, Turkije  |
| Eremias aria                   | Anderson & Leviton, 1967                                                          | Afghanistan |
| Eremias brenchleyi             | Günther, 1872                                                                     | Afghanistan |
| Eremias buechneri              | Bedriaga, 1906                                                                    | China |
| Eremias cholistanica           | Baig & Masroor, 2006                                                              | Pakistan |
| Eremias dzungarica             | Orlova, Poyarkov Jr., Chirikova, Nazarov, Munkhbaatar, Munkhbayar & Terbish, 2017 | Mongolië |
| Eremias fasciata               | Blanford, 1874                                                                    | Afghanistan, Iran, Pakistan |
| Eremias grammica               | Lichtenstein, 1823                                                                | Kazachstan, Turkmenistan, Tadzjikistan, Oezbekistan, Iran, Afghanistan, Kirgizië, China                                                       |
| Eremias intermedia             | Strauch, 1876                                                                     | Kazachstan, Turkmenistan, Oezbekistan, Tadzjikistan, Iran, Kirgizië                                                                           |
| Eremias isfahanica             | Rastegar-Pouyani, Hosseinian, Rafiee, Kami, Rajabizadeh & Wink, 2016              | Iran |
| Eremias kavirensis             | Mozaffari & Parham, 2007                                                          | Iran |
| Eremias kokshaaliensis         | Eremchenko & Panfilov, 1999                                                       | China, Kirgizië |
| Eremias kopetdaghica           | Eremchenko & Panfilov, 1999                                                       | Iran, Turkmenistan |
| Eremias lalezharica            | Moravec, 1994                                                                     | Iran |
| Eremias lineolata              | Nikolsky, 1897                                                                    | Turkmenistan, Oezbekistan, Tadzjikistan, Kazachstan, Iran, Afghanistan                                                                        |
| Eremias montana                | Rastegar-Pouyani & Rastegar-Pouyani, 2001                                         | Iran |
| Eremias multiocellata          | Günther, 1872                                                                     | Mongolië, China, Kazachstan, Kirgizië, Rusland, mogelijk in Oezbekistan                                                                       |
| Eremias nigrocellata           | Nikolsky, 1896                                                                    | Turkmenistan, Oezbekistan, Tadzjikistan, Iran, Afghanistan                                                                                    |
| Eremias nikolskii              | Nikolsky, 1905                                                                    | Oezbekistan, Tadzjikistan, Kirgizië, Kazachstan                                                                                               |
| Eremias papenfussi             | Mozaffari, Ahmadzadeh & Parham, 2011                                              | Iran |
| Eremias persica                | Blanford, 1874                                                                    | Turkmenistan, Iran, Afghanistan, Pakistan |
| Eremias pleskei                | Nikolsky, 1905                                                                    | Armenië, Turkije, Iran, Azerbeidzjan |
| Eremias przewalskii            | Strauch, 1876                                                                     | Mongolië, Rusland, China, Kirgizië |
| Eremias quadrifrons            | Strauch, 1876                                                                     | China |
| Eremias regeli                 | Nikolsky, 1905                                                                    | Turkmenistan, Oezbekistan, Tadzjikistan, Afghanistan                                                                                          |
| Eremias scripta                | Strauch, 1867                                                                     | Kazachstan, Turkmenistan, Iran, Afghanistan, Pakistan, Oezbekistan, Tadzjikistan, Kirgizië                                                    |
| Eremias strauchi               | Kessler, 1878                                                                     | Armenië, Azerbeidzjan, Turkije, Iran |
| Eremias stummeri               | Wettstein, 1940                                                                   | Kazachstan, Kirgizië |
| Eremias suphani                | Başoğlu & Hellmich, 1968                                                          | Turkije, Iran |
| Eremias szczerbaki             | Jeriomtschenko, Panfilow, & Zarinenko, 1992                                       | Kirgizië |
| Eremias velox                  | Pallas, 1771                                                                      | Kazachstan, Turkmenistan, Tadzjikistan, Oezbekistan, Kirgizië, Iran, Afghanistan, China, Rusland, Azerbeidzjan, Georgië, mogelijk in Pakistan |
| Eremias vermiculata            | Blanford, 1875                                                                    | Mongolië, China, Kazachstan |
| Eremias yarkandensis           | Blanford, 1875                                                                    | China, Kirgizië |